# Luis Benedit

Luis Benje (1997).

Luis Fernando Benedit (Buenos Aires, 1937 – 12 de abril de 2011), foi um artista plástico e arquiteto argentino .
O artista foi fortemente influenciado pelo Informalismo.[carece de fontes?]

## Obras
- "Proyecto juguete",1962, aquarela, 0,57 ×0,76 m, coleção particular[carece de fontes?]
- "Homenaje a Fabre Nº 6", 1962, lápis e acuarela, 0,80 × 0,60 m, coleção particular[carece de fontes?]
- "Proyecto juguete Nº14", 1977, aquarela, 0,57 × 0,76 m,coleção particular[carece de fontes?]
- "Proyecto juguete Nº 10", 1977, aquarela e lápis sobre papel, 0,64 × 0,50 m . Museo Nacional de Bellas Artes, Buenos Aires [2]